# Pommier
Pommier je francouzská obec v departementu Pas-de-Calais v regionu Hauts-de-France. V roce 2014 zde žilo 236 obyvatel.

## Poloha obce
Sousední obce jsou: Bailleulmont, Berles-au-Bois, Bienvillers-au-Bois, Humbercamps a Saint-Amand.

## Vývoj počtu obyvatel
Počet obyvatel